# Сочи 2014 (монеты)
Монетная программа «Сочи 2014» (также «XXII Олимпийские зимние игры и XI Паралимпийские зимние игры 2014 года в г. Сочи») — монетная программа, посвященная XXII Зимним Олимпийским играм и XI Паралимпийским зимним играм 2014 года в Сочи, реализованная совместно оргкомитетом Олимпиады, Банком России, Гознаком и Сбербанком. Программа была рассчитана на период 2011—2014 годы и предусматривала выпуск памятных и инвестиционных монет из драгоценных металлов (серебро и золото), а также памятных монет из недрагоценных металлов (медно-никелевый сплав).

## Инвестиционные монеты программы Сочи 2014
В рамках монетной программы Сочи 2014 Банк России планировал выпустить серебряные и золотые монеты значительными тиражами с качеством чеканки «анциркулейтед». Эти монеты должны стать конкурентами традиционным сериям инвестиционных монет «Георгий Победоносец», выпускаемых Банком России.
Банк России выпустил 3 семейства инвестиционных монет из драгоценных металлов с талисманами Олимпийских Игр 2014 года.
1. Леопард, 2011
|  |  |

| Номинал    | Металл  | Качество чеканки | Проба  | Масса чистого металла | Тираж, тыс штук |
| ---------- | ------- | ---------------- | ------ | --------------------- | --------------- |
| 50 рублей  | золото  | анциркулейтед    | 99,9 % | 7,78 г                | 300             |
| 100 рублей | золото  | анциркулейтед    | 99,9 % | 15,55 г               | 100             |
| 3 рубля    | серебро | анциркулейтед    | 99,9 % | 31,10 г               | 35              |

2. Белый Мишка, 2012
|  |  |

| Номинал    | Металл  | Качество чеканки | Проба  | Масса чистого металла | Тираж, тыс штук |
| ---------- | ------- | ---------------- | ------ | --------------------- | --------------- |
| 50 рублей  | золото  | анциркулейтед    | 99,9 % | 7,78 г                | 300             |
| 100 рублей | золото  | анциркулейтед    | 99,9 % | 15,55 г               | 100             |
| 3 рубля    | серебро | анциркулейтед    | 99,9 % | 31,10 г               | 35              |

3. Зайка, 2013
|  |  |

| Номинал    | Металл  | Качество чеканки | Проба  | Масса чистого металла | Тираж, тыс штук |
| ---------- | ------- | ---------------- | ------ | --------------------- | --------------- |
| 50 рублей  | золото  | анциркулейтед    | 99,9 % | 7,78 г                | 300             |
| 100 рублей | золото  | анциркулейтед    | 99,9 % | 15,55 г               | 100             |
| 3 рубля    | серебро | анциркулейтед    | 99,9 % | 31,10 г               | 35              |

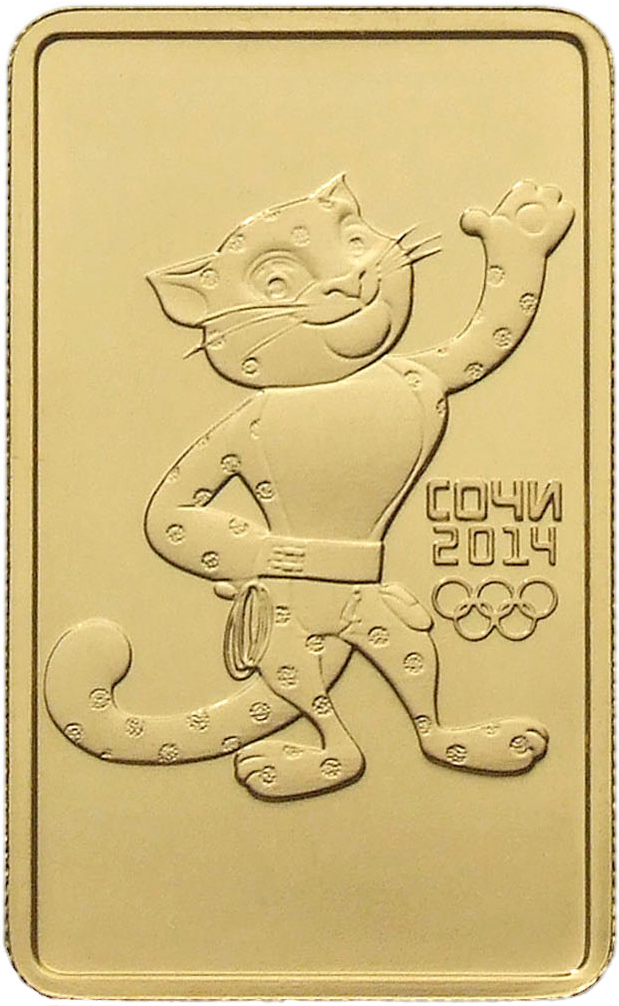
100 рублей. Реверс

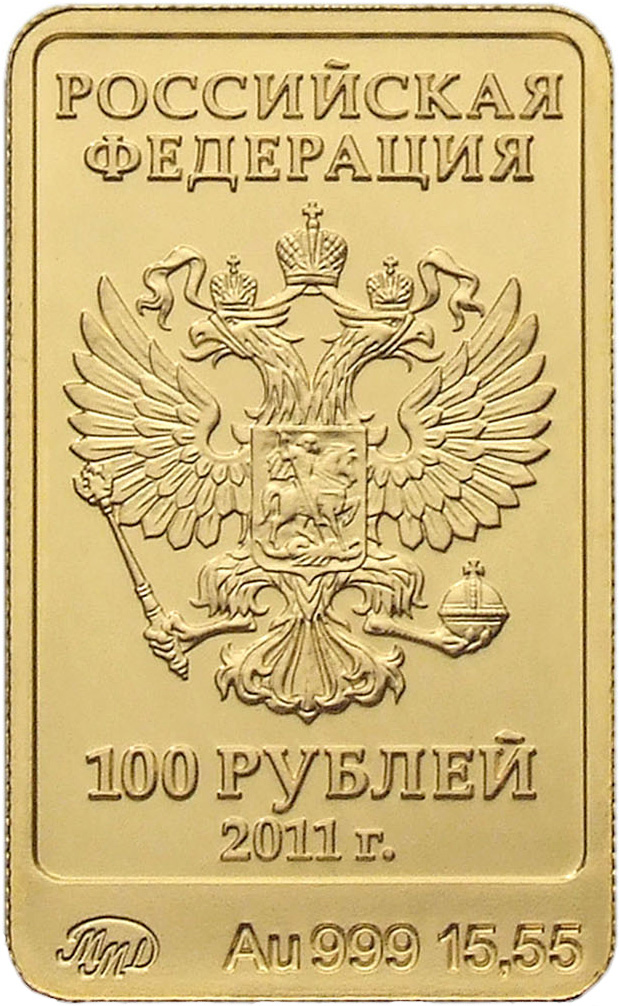
100 рублей. Аверс

Монеты этих семейств имеют прямоугольную форму и представляют собой небольшие слитки серебра или золота.
На аверсе изображен Государственный герб Российской Федерации;
ниже указаны номинал и год чеканки. В нижней части аверса на уширенном канте помещены товарный знак монетного двора, обозначение драгоценного металла по периодической системе элементов Д. И. Менделеева, проба и масса чистого драгоценного металла.
На реверсе монет помимо тематического рисунка присутствует надпись «Сочи 2014» и пять олимпийских колец.
Гурт монет покрыт сплошным рифлением.

## Памятные монеты из драгоценных металлов программы Сочи 2014
Для коллекционеров Банк России выпускал с 2011 по 2014 год памятные монеты в качестве «пруф» с символикой Олимпиады 2014. Тиражи некоторых из них существенно превышают тиражи памятных монет Банк России из драгоценных металлов других серий (до 20 тыс. из золота и до 35 тыс. из серебра по отдельным монетам серии «Сочи 2014»).
У всех памятных монет из драгоценных металлов серии «Сочи 2014» на аверсе указан 2014 год независимо от действительного года выпуска.
Памятные монеты из драгоценных металлов посвящены главным образом зимним олимпийским видам спорта. Также выпущены монеты с природой Сочи: «Русская зима», «Флора», «Фауна Сочи».

## Памятные монеты из недрагоценных металлов программы Сочи 2014
В 2011 году выпущена массовым тиражом (9,75 млн штук) монета номиналом 25 рублей из медно-никелевого сплава с эмблемой Олимпийских зимних игр 2014 на фоне гор, отбрасывающих тень. Монета с тем же изображением, но с цветными элементами изображения на реверсе выпущена тиражом 250 тыс. штук.
|  |  |

| Изображение | Описание | Примечание |
| ----------- | --- | --- |
|             | в центре диска — рельефное изображение Государственного герба Российской Федерации (двуглавый орел, поднявший вверх распущенные крылья. Орел увенчан двумя малыми и — над ними — одной большой короной, соединенными лентой. В правой лапе орла — скипетр, в левой — держава. На груди орла, в щите — всадник в плаще на коне, поражающий копьем опрокинутого навзничь и попранного конём дракона), вверху вдоль канта — надпись полукругом: «РОССИЙСКАЯ ФЕДЕРАЦИЯ», обрамленная с обеих сторон орнаментом в виде сдвоенных ромбов, в нижней части диска, у канта — горизонтальная надпись: «25 РУБЛЕЙ», под ней — дата: «2011 г.», над ней справа — товарный знак монетного двора. | Единый аверс для монет «Сочи 2014» с точностью до монетного двора. |
|             | в средней части диска, на фоне рельефного изображения горы — горизонтальная надпись: «sochi.ru», под ней, на участке тени, отбрасываемой горой — дата: «2014» и пять олимпийских колец. | - Страна: Российская федерация - Название монеты: XXII Олимпийские зимние игры и XI Паралимпийские зимние игры 2014 года в Сочи - Дата выпуска: 15 апреля 2011 года - Каталожный номер: 5015-0001 - Художники: Е. В. Крамская (аверс), А. Д. Щаблыкин (реверс). - Скульпторы: А. А. Долгополова (аверс), А. Д. Щаблыкин (реверс). - Чеканка: Санкт-Петербургский монетный двор (СПМД). - Гурт: 180 рифлений. |

| Номинал   | Качество | Металл                | Диаметр, мм | Толщина, мм | Масса, г | Тираж, шт.   |
| --------- | -------- | --------------------- | ----------- | ----------- | -------- | ------------ |
| 25 рублей | АЦ       | Медно-никелевый сплав | 27,0 мм     | 2,30 мм     | 10,0 г   | до 10 млн шт |

В 2012 году выпущена массовым тиражом (9,75 млн штук) монета номиналом 25 рублей из медно-никелевого сплава с талисманами (Леопард, Белый Мишка, Зайка) и эмблемой XXII Олимпийских зимних игр 2014. Монета с тем же изображением, но с цветными элементами изображения на реверсе выпущена тиражом 250 тыс. штук.
|  |  |  |

В 2013 году массовым тиражом (10 млн штук) выпущена монета номиналом 25 рублей из медно-никелевого сплава с талисманами (Лучик и Снежинка) и логотипом XI Паралимпийских игр 2014 на реверсе. Монета с тем же изображением, но с цветными элементами изображения на реверсе выпущена тиражом 250 тыс. штук
|  |  |  |

30 октября 2013 года выпущена в обращение монета с изображением на реверсе маршрута эстафеты Олимпийского огня на схематической карте России, факела Олимпийского огня и Эмблемой игр. Тираж — до 20 млн штук. Год на аверсе — 2014. 5 ноября 2013 года тиражом 250 тыс. штук выпущена монета с тем же изображением, но с цветными элементами изображения на реверсе.
|  |  |  |

В 2014 году отчеканены монеты достоинством 25 рублей с годом на аверсе «2014», повторяющие монеты 2011, 2012 и 2013 годов. Новые монеты 25 рублей 2014 года, посвящённые Олимпиаде в Сочи 2014, отчеканены тиражом по 10 миллионов экземпляров каждого вида («Горы», «Талисманы», «Лучик и Снежинка»). Монеты отчеканены на Санкт-Петербургском монетном дворе (СПМД).
| Дата выпуска | Каталожный номер | Номинал   | Наименование                                                 | Тираж, шт. | Масса общая, г | Диаметр, мм   | Толщина, мм  |
| ------------ | ---------------- | --------- | ------------------------------------------------------------ | ---------- | -------------- | ------------- | ------------ |
| 15.04.2011   | 5015-0001        | 25 рублей | Эмблема Игр                                                  | 9 750 000  | 10,00 (±0,30)  | 27,00 (±0,20) | 2,30 (±0,25) |
| 27.12.2011   | 5015-0002        | 25 рублей | Эмблема Игр                                                  | 250 000    | 10,00 (±0,30)  | 27,00 (±0,20) | 2,30 (±0,25) |
| 21.02.2012   | 5015-0003        | 25 рублей | Талисманы и Эмблема Игр                                      | 9 750 000  | 10,00 (±0,30)  | 27,00 (±0,20) | 2,30 (±0,25) |
| 01.11.2012   | 5015-0004        | 25 рублей | Талисманы и Эмблема Игр                                      | 250 000    | 10,00 (±0,30)  | 27,00 (±0,20) | 2,30 (±0,25) |
| 12.03.2013   | 5015-0005        | 25 рублей | Талисманы и логотип XI Паралимпийских зимних игр «Сочи 2014» | 9 750 000  | 10,00 (±0,30)  | 27,00 (±0,20) | 2,30 (±0,25) |
| 17.06.2013   | 5015-0006        | 25 рублей | Талисманы и логотип XI Паралимпийских зимних игр «Сочи 2014» | 250 000    | 10,00 (±0,30)  | 27,00 (±0,20) | 2,30 (±0,25) |
| 30.10.2013   | 5015-0007        | 25 рублей | Эстафета Олимпийского огня «Сочи 2014»                       | 19 750 000 | 10,00 (±0,30)  | 27,00 (±0,20) | 2,30 (±0,25) |
| 05.11.2013   | 5015-0008        | 25 рублей | Эстафета Олимпийского огня «Сочи 2014»                       | 250 000    | 10,00 (±0,30)  | 27,00 (±0,20) | 2,30 (±0,25) |
| 06.11.2013   | 5015-0009        | 25 рублей | Эмблема XXII Олимпийских зимних игр «Сочи 2014»              | 10 000 000 | 10,00 (±0,30)  | 27,00 (±0,20) | 2,30 (±0,25) |
| 06.11.2013   | 5015-0010        | 25 рублей | Талисманы и эмблема XXII Олимпийских зимних игр «Сочи 2014»  | 10 000 000 | 10,00 (±0,30)  | 27,00 (±0,20) | 2,30 (±0,25) |
| 06.11.2013   | 5015-0011        | 25 рублей | Талисманы и логотип XI Паралимпийских зимних игр «Сочи 2014» | 10 000 000 | 10,00 (±0,30)  | 27,00 (±0,20) | 2,30 (±0,25) |

## Распространение монет
Распространение на территории Российской Федерации памятных монет, посвященных XXII Олимпийским играм и XI Паралимпийским зимним играм 2014 года в г. Сочи, номиналом 25 рублей из недрагоценного металла с цветным изображением в сувенирной упаковке осуществляет ФГУП «Гознак». Памятные монеты из недрагоценных металлов номиналом 25 рублей, посвященные XXII Олимпийским играм и XI Паралимпийским зимним играм 2014 года в г. Сочи доставлены во все территориальные учреждения Банка России и вводятся в наличный оборот кредитными организациями по номинальной стоимости. Однако в реальном обращении эти монеты встречаются очень редко.
Официальным первичным дистрибьютером памятных и инвестиционных монет из драгоценных металлов, посвященных XXII Олимпийским играм и XI Паралимпийским зимним играм 2014 года в г. Сочи, на территории России является Сбербанк России.